# Unterseeboot 956
L'Unterseeboot 956 ou U-956 est un sous-marin allemand (U-Boot) de type VIIC utilisé par la Kriegsmarine pendant la Seconde Guerre mondiale.
Le sous-marin fut commandé le 10 avril 1941 à Hambourg (Blohm + Voss), sa quille fut posée le 20 février 1942, il fut lancé le 14 novembre 1942 et mis en service le 6 janvier 1943, sous le commandement de l'Oberleutnant zur See Hans-Dieter Mohs.
Il capitule à Loch Eriboll en mai 1945 et est coulé en décembre 1945.

## Conception
Unterseeboot type VII, l'U-956 avait un déplacement de 769 tonnes en surface et 871 tonnes en plongée. Il avait une longueur totale de 67,10 m, un maître-bau de 6,20 m, une hauteur de 9,60 m et un tirant d'eau de 4,74 m. Le sous-marin était propulsé par deux hélices de 1,23 m, deux moteurs diesel Germaniawerft M6V 40/46 de 6 cylindres en ligne de 1 400 cv à 470 tr/min, produisant un total de 2 060 à 2 350 kW en surface et de deux moteurs électriques Brown, Boveri & Cie GG UB 720/8 de 375 cv à 295 tr/min, produisant un total 550 kW, en plongée. Le sous-marin avait une vitesse en surface de 17,7 nœuds (32,8 km/h) et une vitesse de 7,6 nœuds (14,1 km/h) en plongée. Immergé, il avait un rayon d'action de 80 milles marins (150 km) à 4 nœuds (7,4 km/h; 4,6 milles par heure) et pouvait atteindre une profondeur de 230 m. En surface son rayon d'action était de 8 500 milles nautiques (soit 15 700 km) à 10 nœuds (19 km/h).
L'U-956 était équipé de cinq tubes lance-torpilles de 53,3 cm (quatre montés à l'avant et un à l'arrière) et embarquait quatorze torpilles. Il était équipé d'un canon de 8,8 cm SK C/35 (220 coups) et d'un canon antiaérien de 20 mm Flak. Il pouvait transporter 26 mines TMA ou 39 mines TMB. Son équipage comprenait 4 officiers et 40 à 56 sous-mariniers.

## Historique
Il reçut sa formation de base au sein de la 5. Unterseebootsflottille jusqu'au 30 juin 1943, il intégra sa formation de combat dans la 1. Unterseebootsflottille, dans la 11. Unterseebootsflottille puis dans la 13. Unterseebootsflottille à partir du 1er octobre 1944.
L'U-956 est attaché à des ports norvégiens, effectuant treize patrouilles, essentiellement contre des convois alliés.
Le 3 septembre 1944,  l'U-956 effectue une mission secrète en posant des mines en Nouvelle-Zemble et en escortant le navire météo Hessen.
L'U-956 rencontre son premier succès le 30 décembre 1944 à 17 h 25, il endommage d'une torpille le navire marchand soviétique Tbilisi lorsqu'il opère contre le convoi KP-24 près de Skorobeevskaja Guba, dans la péninsule de Rybatchi. 
Bien que la poupe soit en feu, le navire ne coule pas. 47 des 186 membres d'équipage meurent de froid, de noyade ou d'intoxication. Le 1er janvier 1945, le navire est remorqué par deux autres navires soviétiques M-2 et M-12, escortés par un dragueur de mines et par un chasseur de sous-marin. Le 5 janvier, ils arrivent à Mourmansk. Le Tbilisi est réparé après 1959 et il démoli en 1977.
Le 16 janvier 1945 à 20 h 30, le destroyer soviétique Herndon obtient un contact radar de lU-956 alors qu'il escorte le convoi KB-1, à environ 40 milles nautiques à l'est du cap Tereberski, en mer de Kara. Selon les sources soviétiques, le destroyer a essayé d’éperonner l'U-Boot en plongée, larguant également des charges de profondeurs, sans succès. Alors qu'il s’apprête à faire demi-tour pour lancer une deuxième attaque, une explosion se produit à l'arrière du navire. Après de nombreuses tentatives de sauvetage, le bateau soviétique coule en cinquante minutes, emportant 117 membres d'équipage. Sept hommes sont secourus par le navire Derzkij. Il n'existe aucune preuve que lU-956 soit à l'origine de la perte du navire. Le sous-marin a rapporté une détonation 7 minutes 40 secondes après avoir tiré trois torpilles FAT sur un convoi, le 12 janvier. Il est également possible que le destroyer ait été coulé par une mine, par une explosion interne ou à la suite d'un accident lors de le maniement des charges de profondeur.
L'U-956 se rend aux forces alliées le 13 mai 1945 à Loch Eriboll, en Écosse.
Le 29 mai 1945, il est transféré au point de rassemblement à Lisahally puis à Loch Ryan en vue de l'opération alliée de destruction massive de la flotte d'U-Boote de la Kriegsmarine.
L'U-956 coule le 17 décembre 1945 soit pendant son remorquage par le HMS Prosperous soit par l'artillerie (selon une autre source), à la position géographique 55° 50′ N, 10° 05′ O.

## Affectations
- 5. Unterseebootsflottille du 6 janvier 1943 au 30 juin 1943 (Période de formation).
- 1. Unterseebootsflottille du 1er juillet 1943 au 31 décembre 1943 (Unité combattante).
- 11. Unterseebootsflottille du 1er janvier 1944 au 30 septembre 1944 (Unité combattante).
- 13. Unterseebootsflottille du 1er octobre 1944 au 8 mai 1945 (Unité combattante).

## Commandement
- Kapitänleutnant Hans-Dieter Mohs du 6 janvier 1943 au 13 mai 1945 (Croix allemande).

## Patrouilles
|       | Commandant              | Départ            | Départ       | Arrivée           | Arrivée          | Jours     | Succès  |
| ----- | ----------------------- | ----------------- | ------------ | ----------------- | ---------------- | --------- | ------- |
|       | Oblt. Hans-Dieter Mohs  | 3 août 1943       | Kiel         | 6 août 1943       | Bergen           | 4 jours   |         |
|       | Oblt. Hans-Dieter Mohs  | 14 août 1943      | Bergen       | 17 août 1943      | Narvik           | 4 jours   |         |
| 1     | Oblt. Hans-Dieter Mohs  | 18 août 1943      | Narvik       | 13 septembre 1943 | Narvik           | 27 jours  |         |
| 2     | Oblt. Hans-Dieter Mohs  | 23 septembre 1943 | Narvik       | 4 novembre 1943   | Narvik           | 43 jours  |         |
|       | Oblt. Hans-Dieter Mohs  | 5 novembre 1943   | Narvik       | 8 novembre 1943   | Bergen           | 4 jours   |         |
| 3     | Oblt. Hans-Dieter Mohs  | 28 décembre 1943  | Bergen       | 7 janvier 1944    | Narvik           | 11 jours  |         |
| 4     | Oblt. Hans-Dieter Mohs  | 8 janvier 1944    | Narvik       | 18 janvier 1944   | Skjomenfjord     | 11 jours  |         |
| 5     | Oblt. Hans-Dieter Mohs  | 25 janvier 1944   | Skjomenfjord | 2 février 1944    | Hammerfest       | 9 jours   |         |
| 6     | Oblt. Hans-Dieter Mohs  | 15 février 1944   | Hammerfest   | 2 mars 1944       | Narvik           | 17 jours  |         |
| 7     | Oblt. Hans-Dieter Mohs  | 23 mars 1944      | Narvik       | 8 avril 1944      | Narvik           | 17 jours  |         |
|       | Oblt. Hans-Dieter Mohs  | 9 avril 1944      | Narvik       | 12 avril 1944     | Bergen           | 4 jours   |         |
|       | Oblt. Hans-Dieter Mohs  | 3 juin 1944       | Bergen       | 8 juin 1944       | Narvik           | 6 jours   |         |
|       | Oblt. Hans-Dieter Mohs  | 9 juin 1944       | Narvik       | 10 juin 1944      | Hammerfest       | 2 jours   |         |
|       | Oblt. Hans-Dieter Mohs  | 23 juin 1944      | Hammerfest   | 23 juin 1944      | Hammerfest       | 1 jours   |         |
| 8     | Oblt. Hans-Dieter Mohs  | 26 juin 1944      | Hammerfest   | 24 juillet 1944   | Harstad          | 29 jours  |         |
|       | Oblt. Hans-Dieter Mohs  | 24 juillet 1944   | Harstad      | 24 juillet 1944   | Narvik           | 1 jours   |         |
|       | Oblt. Hans-Dieter Mohs  | 27 août 1944      | Narvik       | 28 août 1944      | Tromsö           | 2 jours   |         |
|       | Oblt. Hans-Dieter Mohs  | 28 août 1944      | Tromsø       | 28 août 1944      | Hammerfest       | 1 jours   |         |
| 9     | Oblt. Hans-Dieter Mohs  | 29 août 1944      | Hammerfest   | 5 septembre 1944  | Hammerfest       | 8 jours   |         |
|       | Oblt. Hans-Dieter Mohs  | 6 septembre 1944  | Hammerfest   | 8 septembre 1944  | Skjomenfjord     | 3 jours   |         |
| 10    | Oblt. Hans-Dieter Mohs  | 14 septembre 1944 | Skjomenfjord | 3 octobre 1944    | Narvik           | 20 jours  |         |
| 11    | Oblt. Hans-Dieter Mohs  | 15 octobre 1944   | Narvik       | 24 novembre 1944  | Narvik           | 41 jours  |         |
| 12    | Oblt. Hans-Dieter Mohs  | 11 décembre 1944  | Narvik       | 20 janvier 1945   | Narvik           | 41 jours  | 8 366   |
|       | Kptlt. Hans-Dieter Mohs | 22 janvier 1945   | Narvik       | 25 janvier 1945   | Trondheim        | 4 jours   |         |
| 13    | Kptlt. Hans-Dieter Mohs | 2 avril 1945      | Trondheim    | 13 mai 1945       | Loch Eriboll, UK | 42 jours  |         |
| Total | Total                   | Total             | Total        | Total             | Total            | 352 jours | 8 366 t |

Note : Oblt. = Oberleutnant zur See - Kptlt. = Kapitänleutnant

### OpérationsWolfpack
L'U-956 a opéré avec les Wolfpacks (meute de loups) durant sa carrière opérationnelle.
- Monsun (3 octobre - 3 novembre 1943)
- Isegrim (8-17 janvier 1944)
- Werwolf (27 janvier - 1er février 1944)
- Blitz (24 mars - 5 avril 1944)
- Trutz (28 juin - 10 juillet 1944)
- Dachs (1er septembre 1944 av. J.-C. - 4 septembre 1944)
- Grimm (14 septembre - 2 octobre 1944)
- Panther (16 octobre - 10 novembre 1944)
- Stier (30 décembre 1944 - 8 janvier 1945)

## Navires coulés
L'U-956 a coulé 1 navire de guerre de 1 190 tonneaux et a détruit 1 navire marchand de 7 176 tonneaux au cours des 13 patrouilles (352 jours en mer) qu'il effectua.
| Date             | Nom     | Nationalité       | Tonnage | Convoi | Fait      | Localisation         |
| ---------------- | ------- | ----------------- | ------- | ------ | --------- | -------------------- |
| 30 décembre 1944 | Tbilisi | Union Soviétique  | 7 176   | KP-24  | Endommagé | 69° 56′ N, 32° 29′ E |
| 16 janvier 1945  | Herndon | Marine soviétique | 1 190   | KB-1   | Coulé     | 69° 04′ N, 36° 10′ E |